# Save Me from Myself
Save Me from Myself è il primo album in studio del cantautore statunitense Head, pubblicato il 9 settembre 2008 dalla Driven Music Group.

## Il disco
Si tratta della prima pubblicazione di Head in seguito alla sua dipartita nel 2005 dal gruppo musicale nu metal Korn, di cui era il chitarrista. Nella registrazione dell'album, Head si è valso dell'aiuto di alcuni session-man, a detta di Head, "sensazionali", come Tony Levin al basso e Josh Freese alla batteria.
L'album è caratterizzato da un sound che unisce la musica dei Korn e quella dei Marilyn Manson; dal lato dei testi, i brani raccontano le sue esperienze personali di quando militava nei Korn, a base di party tutte le sere, droghe e alcol di varie tipologie e sesso in abbondanza.

## Tracce
1. L.O.V.E. – 6:30
2. Flush – 4:25
3. Loyalty – 5:06
4. Re-Bel – 5:40
5. Home – 6:51
6. Save Me from Myself – 5:43
7. Die Religion Die – 5:33
8. Adonai – 5:19
9. Money – 4:42
10. Shake – 4:47
11. Washed by Blood – 9:33

## Formazione
- Head – voce, chitarra solista e ritmica, sintetizzatore, strumenti ad arco

Altri musicisti
- Archie J. Muise Jr. – chitarra ritmica
- Trevor Dunn e Tony Levin – basso
- Josh Freese – batteria
- Jennea Welch, Doug Angle, Christian McCullen, Elijah Jurewics, Hailey Cooper e Taylor Cooper – coro (traccia 4)